# Egnatia Mariniana

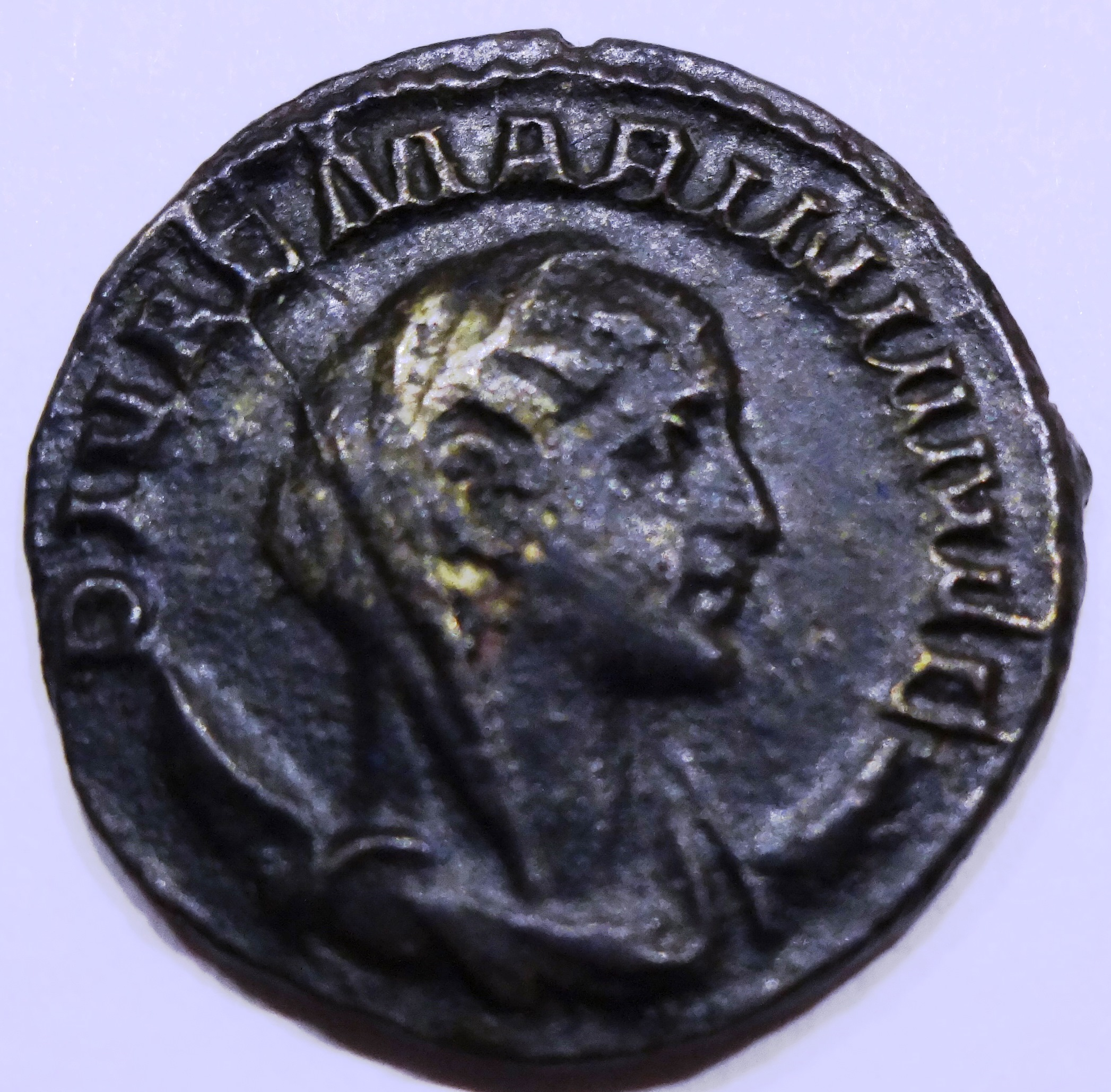
Mariniana auf Antoninian, Kampmann 89.1.3

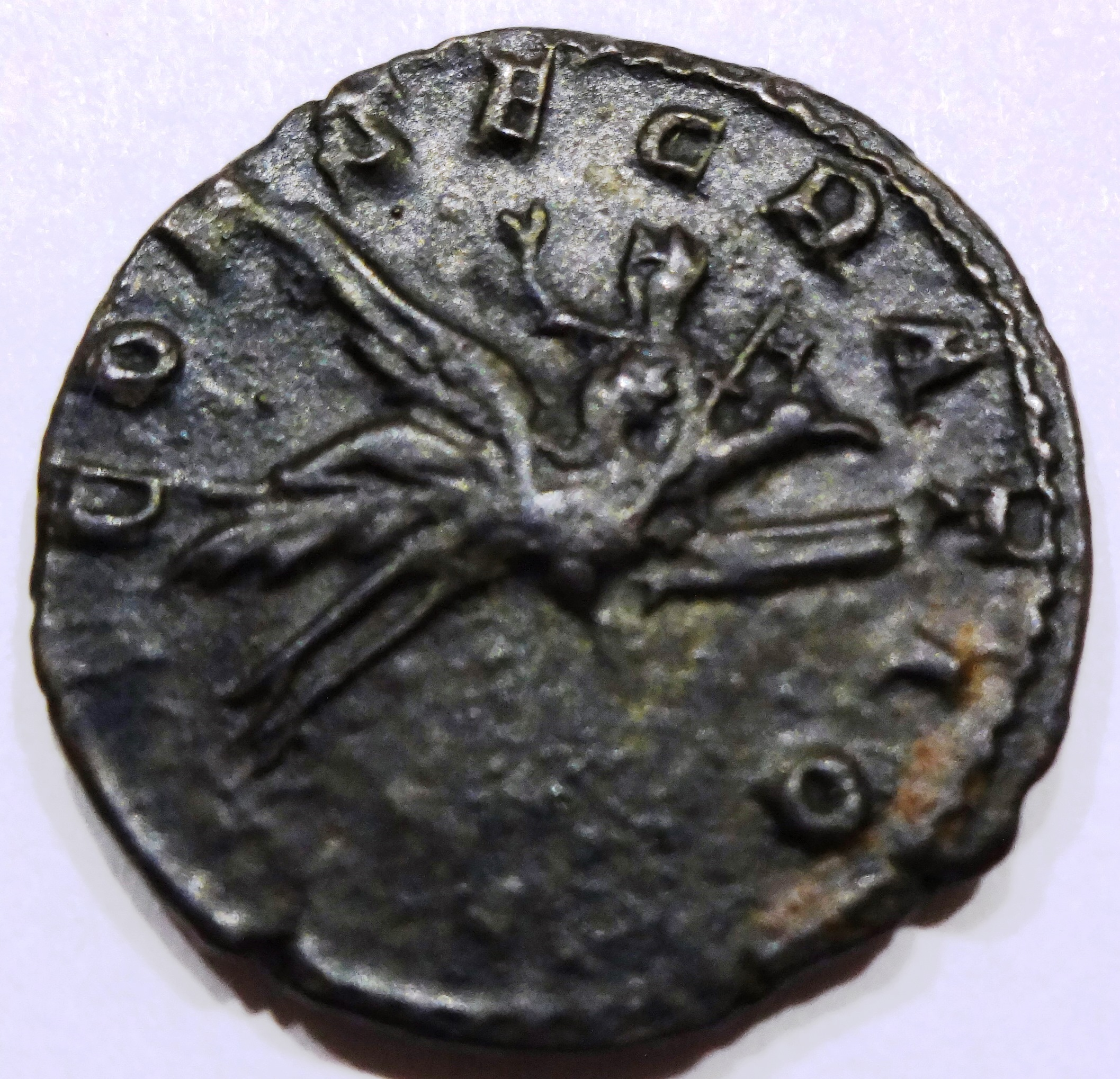
Rückseite Münze Mariniana

Egnatia Mariniana war die Ehefrau Valerians, der als römischer Kaiser von 253 bis zu seiner Gefangennahme durch die Perser im Jahr 260 regierte, und Mutter des Kaisers Gallienus (regierte 253–268).
Egnatia Mariniana stammte aus der vornehmen Senatorenfamilie der Egnatii. Während früher Egnatius Victor Marinianus, Statthalter (legatus Augusti pro praetore) von Moesia superior und Arabia Petraea, als ihr Vater identifiziert wurde, geht die neuere Forschung davon aus, dass Lucius Egnatius Victor, Suffektkonsul vor 207, ihr Vater und Egnatius Victor Marinianus folglich ihr Bruder gewesen sei. Ein weiterer Bruder scheint Lucius Egnatius Victor Lollianus gewesen zu sein, der vor 218 Suffektkonsul und 254 Stadtpräfekt Roms war.
Sie starb vermutlich vor dem Regierungsantritt Valerians und wurde im Frühjahr 254 divinisiert. Von diesem Ereignis stammen Münzen (Antoniniane, Sesterze) mit der Umschrift DIVAE MARINIANAE auf der Portraitseite. Die Rückseiten zeigen meistens einen für die Konsekration einer Kaiserin typischen radschlagenden oder die Kaiserin in den Himmel tragenden Pfau mit der Umschrift CONSECRATIO. Sie war die Mutter von Valerians Sohn, Mitkaiser und schließlich Nachfolger Gallienus, den sie um das Jahr 218 gebar. Den Titel einer Augusta konnte sie, weil sie vor dem Regierungsantritt ihres Mannes starb, nicht mehr führen. Ihr Beispiel zeigt, dass eine Divinisierung auch in diesen Fällen möglich war.